# Albert Millaire
Albert Millaire (Montréal, Québec, 1935. január 18. – Montréal, Québec, 2018. augusztus 15.) kanadai színész, színházi rendező.

## Fontosabb filmjei
- Le maître du Pérou (1958)
- L'héritage (1959)
- Astataïon ou Le festin des morts (1965)
- Pas de vacances pour les idoles (1965)
- A boldog Leopold (La vie heureuse de Léopold Z) (1965, hang)
- D'Iberville (1967–1968, tv-sorozat, 39 epizódban)
- Adventures in Rainbow Country (1969–1970, tv-sorozat, 26 epizódban)
- L'exil (1972)
- À corps perdu (1988)
- La fenêtre (1992)
- Lukas hosszú útja (By Way of the Stars) (1992–1993, tv-film)
- Váratlan utazás (Road to Avonlea) (1992–1996, tv-sorozat, tíz epizódban)
- Jalna (1994, tv-film)
- Az eltűnt (Vanished) (1995, tv-film)
- J'en suis!  (1997)
- Sur le seuil (2003)
- Aurore (2005)
- L'enfant prodige (2010)
- Mémoires vives (2013–2015, tv-sorozat, 28 epizódban)